# Fronteiras dos oceanos

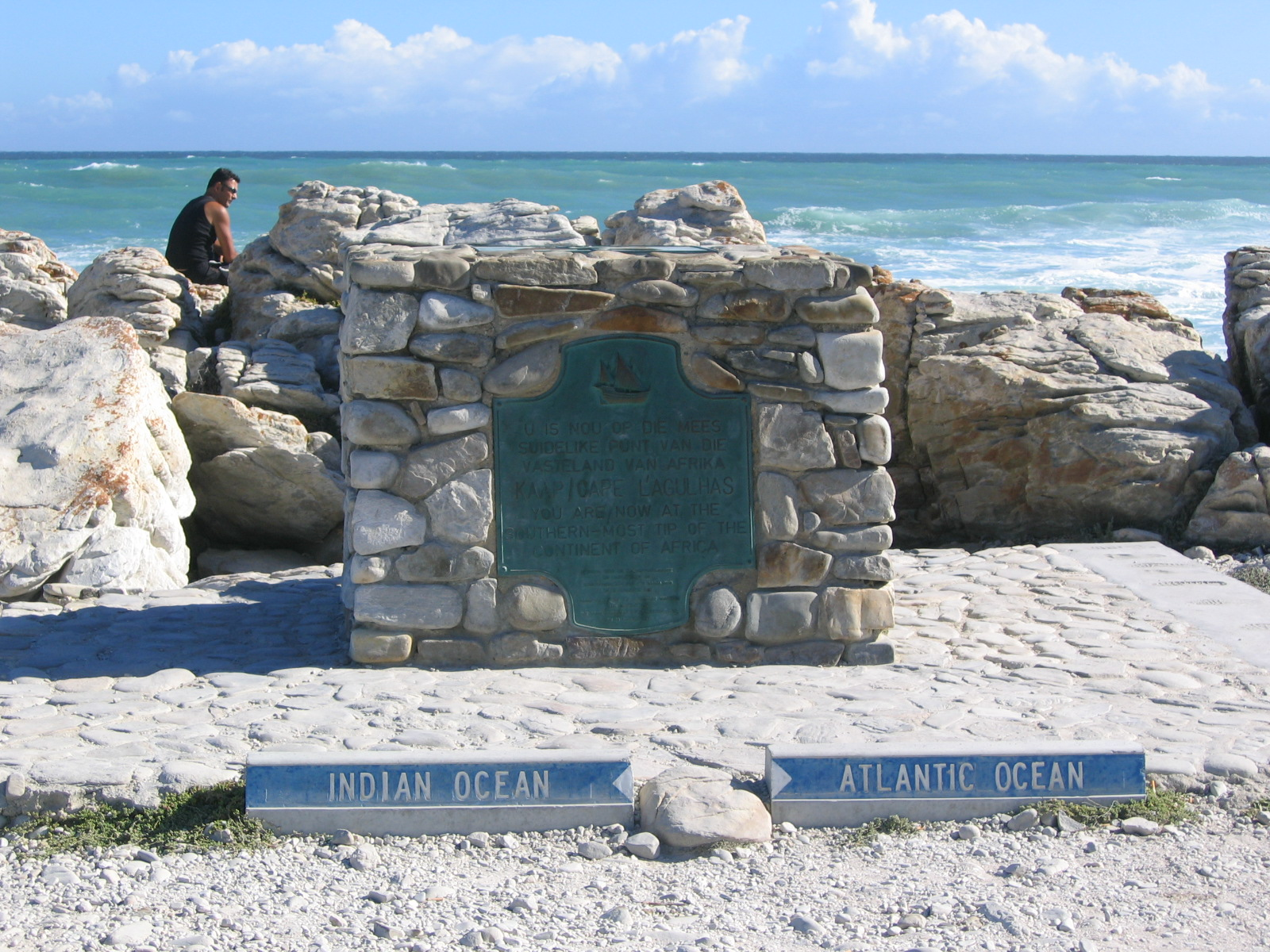
O Cabo das Agulhas está na fronteira entre oceanos Índico e Atlântico.

As fronteiras dos oceanos - limites entre os oceanos - foram adotadas em conformidade com as diretrizes da Organização Hidrográfica Internacional:
- Oceano Atlântico - Oceano Ártico: o Atlântico inclui o mar da Noruega, estreito da Dinamarca, estreito de Davis e mar do Labrador - e o Oceano Ártico inclui o mar de Barents, mar da Gronelândia, baía de Baffin, as águas do Arquipélago Ártico Canadiano e a baía de Hudson.
- Oceano Atlântico - Oceano Pacífico: a fronteira corre ao longo do meridiano 67°14'W próximo ao mar do estreito de Drake (Oceano Atlântico).
- Oceano Atlântico - Oceano Índico: a fronteira vai do Cabo das Agulhas, sul da África, seguindo ao longo do meridiano 20 E.
- Oceano Atlântico - Oceano Antártico: a fronteira corre ao longo do paralelo 60 S e divide o mar de Scotia e a passagem de Drake.
- Oceano Índico - Oceano Antártico: o limite corre ao longo do paralelo 60 S.
- Oceano Índico - Oceano Pacífico: o limite estende-se da Tasmânia para sul ao longo do meridiano 146°55' E, e estreito de Bass. O mar de Timor, mares internos da Indonésia e estreito de Malaca são do oceano Pacífico, enquanto a Grande Baía Australiana e o mar de Andamão pertencem ao oceano Índico;
- Oceano Pacífico - Oceano Antártico: a fronteira corre ao longo do paralelo 60 ° S;
- Oceano Pacífico - Oceano Ártico: o estreito de Bering pertence ao oceano Pacífico e o mar de Chukchi pertence ao Oceano Ártico.

- Oceano Ártico
- Oceano Atlântico
- Oceano Índico
- Oceano Pacífico
- Oceano Antártico